# Градище (Берово)
Вижте пояснителната страница за други значения на Градище.
Градище  (на македонска литературна норма: Градиште) е крепост, съществувала през късната античност, разположена над съвременния град Берово, Република Македония.

## Местоположение
Градище е разположено на 5 km източно от Берово, в местността Ябланица. Състои се от горен град - Горно Градище и долен град - Долно Градище.

## Характеристики
Горно Градище е малка късноримска стража, разположена на върха на рида, и датираща от IV - V век. Долно градище край Брегалница е късноримско рударско селище с постройки за преработка и топене на желязна руда и други. Открити са многобройни монети и други находки от III - VI век.